# Carhartt

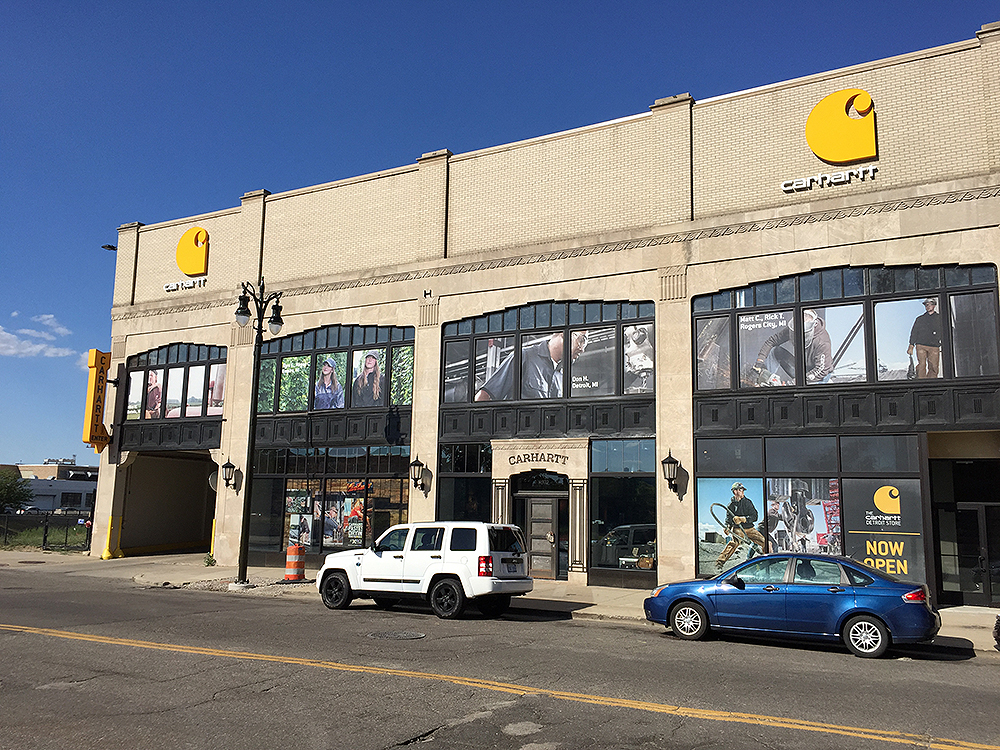
Carhartts butik på Cass Avenue i Detroit.

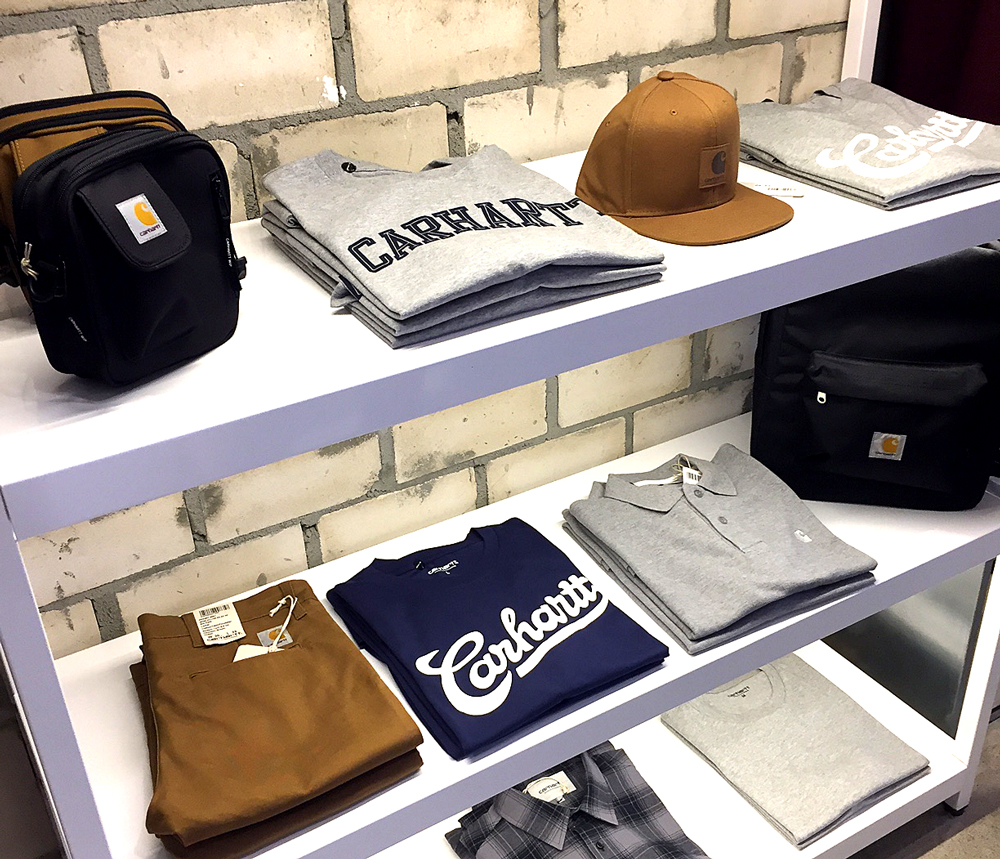
Carhartt-kläder i Carhartt-butiken i Schanzenviertel i Hamburg

Carhartt är en tillverkare av arbetskläder med huvudkontor i Dearborn utanför Detroit, Michigan, USA. Bolaget har 2300 anställda i USA och tillverkningen i USA sker i Kentucky och Tennessee. Bolagets produktion i USA står för 10 procent av den totala produktionen.

## Historia
Hamilton Carhartt bodde i Jackson i södra Michigan innan flytten till Grand Rapids, känt för sin möbeltillverkning, där han bedrev affärer med sin svärfar Stephen Alling Welling. 1882 flyttade familjen till Detroit och sålde under namnet Welling & Carhartt möbler. Carhartt som tillverkare av yrkeskläder grundades 1889 av Hamilton Carhartt som Hamilton Carhartt & Company. Bolaget riktade sig till bland annat järnvägsarbetare som hade behov av slitstarka yrkeskläder. Efterfrågan hade Carhartt märkt när han som säljare reste runt och ständigt fick frågan om han hade overaller att sälja. Efter flera flyttar hamnade bolaget på Michigan Avenue i Corktown i Detroit. 1905 antogs namnet Hamilton Carhartt Manufacturer, Inc.
Carhartt växte under en tid av stark industriell tillväxt i USA och hade verksamhet förutom i Detroit även i South Carolina och Georgia och tillverkning i Atlanta, Detroit, Dallas, San Francisco, Walkerville, Toronto, Vancouver och utanför Nordamerika i Liverpool i England. William Finck var med och byggde upp verksamheten på Carhartt från 1891 som produktionsansvarig innan han grundade det egna företaget W.M. Finck & Co. 1902 som 1960 köptes upp av Carhartt och lades ned. 1923 lanserades jackan Carhartt Chore Coat. Carhartt höll på att gå under i samband med börskraschen 1929 och den efterföljande depressionen. Bolaget minskade och hade nu tillverkning i Dallas, Atlanta och Detroit. I Detroit lämnade bolaget den stora fabriken på Michigan Avenue för en mindre. Problemen gjorde att bolaget tvingades sälja sina försäljningsrättigheterna i de amerikanska sydstaterna men även i södra Kalifornien, Kanada och Europa. Rättigheterna kunde köpas tillbaka på 1960-talet och i södern kom rättigheterna tillbaka genom köpet av E.F. Partridge i Georgia.
När Hamilton Carhartt gick bort 1937 tog sonen Wylie Carhartt över. Nya fabriker i Kentucky och Tennessee startades. 
1959 tog Wylie Carhartts svärson Robert Valade över ledningen av bolaget. Under Robert Valades ledning kom Carhartt att växa kraftigt: från en omsättning på 2 miljoner dollar 1960 till 300 miljoner dollar 1998. 1960 köptes förutom Finck & Co även Crown Headlight, ett bolag som bildats genom sammanslagningen av Headlight Overalls i Detroit med Crown Overall i Cincinnati. Investeringar gjordes i produktionsutrustningen och Carhartt levererade private label-kläder till stora kedjor som Sears, J.C. Penney och Montgomery Ward. 1976 lanserades jackan Active Jac som är bolagets storsäljare bland jackor. Under 1970- och 1980-talet breddades kundkretsen när konsumenter utanför de traditionella köparna av yrkeskläder började köpa Carhartt. Langare i New York började använda Carhartts varma jacka med lättillgängliga fickor. Rappare började också bära märket och det utvecklades till något mer än enbart yrkeskläder.

### Carhartt Work In Progress
Klädsortimentet Carhartt Work In Progress (Carhartt WIP) skapades under 1990-talet för kunder i Europa och Asien genom ett samarbete med bolaget Work in Progress med huvudkontor i Tyskland. Carhartt-importören i Europa med säte i Schweiz, schweizaren Edwin Faeh, skrev 1996 ett avtal med Carhartt om rättigheterna till märket utanför USA. Carhartt som företag och varumärke kan därmed sägas bestå av en del som är yrkeskläder och en del inom segmentet streetwear. Under 1990-talet flyttade Carhartt i USA produktion till Mexiko. 1998 tog Robert Valade över ledningen av bolaget sedan hans far gått bort.
Bolaget har sedan 2015 en flaggskeppsbutik på Cass Avenue i Detroit.